# 社会的地位
社会的地位（しゃかいてきちい）とは、社会の中に確立された、人々の名誉や威信を伴う位置。

## 概要
近代社会では、職業が地位の主な規定要因と考えられている。前近代社会では、地位の格差は幅広かった。インドのカースト制度や日本の江戸時代の身分制度のように、時には社会的地位は、極めて固定的で階級や身分に基づいている。社会学では、社会階層構造や社会階級構造の中に、いくつかの社会的地位が存在すると考える。社会階級は、資本家、中間層、労働者の主に３つの地位（あるいは階級集団）からなる。社会階層は、多次元的かつ連続的に測定することが普通である。何らかの社会的資源を多く持つほど社会的地位が高いとされる。
社会的地位が変化することを社会移動（しゃかいいどう）、社会的移動（しゃかいてきいどう）、階層移動という。とくに親子で社会的地位（具体的には職業）が異なることを「世代間社会移動」、本人の学卒後の初職と現職などが異なることを「世代内社会移動」（職業キャリアの変化）という。日本は一度就職すると、その職を続ける人が多く、仕事をやめて大学などに入り資格を取って別の職につく人は少ない。このため世代内社会移動は少ない社会といわれる。また転職は少ないとも言われるが、実際には中小企業勤務者は勤務先を変えることは多い。ただ勤務先が変わっても本人の仕事内容が変わらない場合は社会移動とはいわない。

## 階層構造の閉鎖性
社会移動が少ないか困難なことを社会の閉鎖性が高いという。閉鎖性には大学定員や奨学金など進学機会が関連するが、実際には機会は直接測定できず、機会と結果を分けて考えることも難しい。しかし結果でなく機会の不平等が問題という主張も多い。西欧各国は貴族階級の優遇さえ残っており閉鎖性がある。また、管理職は国により定義が異なり、その定義を広くして、ほとんど部下がいないものまで管理職として扱えば、親が管理職でなくても現在管理職の人を多く見せることができる。データ分析上このような操作で閉鎖性を低く見せることができるので注意が必要である。またこれまでは、日本社会の閉鎖性は低いとする主張が社会学では多かったが、これは第二次大戦後の日本では、親が農民だが本人は農民でない人が多かったからである。日本に限らず、この影響を統計的に除くと、各国で閉鎖性が高いとする研究結果もあるが、統計的に様々な手法があり様々な結論を出すことができるため、議論の混乱のもとになっている。